# Lee Joo-young
Dans ce nom coréen, le nom de famille, Lee, précède le nom personnel.
Lee Joo-young (coréen : 이주영) née le 14 février 1992 est une actrice sud-coréenne. Elle est surtout connue pour ses rôles dans les séries suivantes : Weightlifting Fairy Kim Bok-joo (2016 - 2017) et Itaewon Class (2020, où elle interprète une personne transgenre).
Elle a fait ses études à l'Université Kyung Hee, dont elle est diplômée en théâtre.

## Filmographie

### Films
| Année | Titre                         | Rôle                | Notes         |
| ----- | ----------------------------- | ------------------- | ------------- |
| 2011  | Behinds                       |                     | Court-métrage |
| 2012  | Encounter                     |                     | Court-métrage |
| 2013  | Living Things                 |                     | Court-métrage |
| 2013  | Beauty of Journey             |                     |               |
| 2013  | A Hidden Story                |                     | Court-métrage |
| 2015  | The Transfer Student          |                     | Court-métrage |
| 2016  | The Eternal Theme of Humanity |                     |               |
| 2016  | Chae's Movie Theater          | Soo-yeon            |               |
| 2016  | A Quiet Dream                 | Joo-young           |               |
| 2016  | Jane                          | Ji-su               |               |
| 2016  | Jamsil                        | Jo Seong-sook jeune |               |
| 2017  | Alone Together                | Ju-won              | Court-métrage |
| 2017  | An Algorithm                  | Lee Min-Ah          | Court-métrage |
| 2018  | The Negotiation               | Lee Da-bin          |               |
| 2018  | Maggie                        | Yeo Yoon-young      |               |
| 2020  | Baseball Girl                 | Joo Soo-in          |               |
| 2023  | One Win                       | Ha-ni               |               |

### Séries télévisées
| Année       | Titre                              | Rôle         | Chaîne | Notes |
| ----------- | ---------------------------------- | ------------ | ------ | ----- |
| 2016 - 2017 | Weightlifting Fairy Kim Bok-joo    | Lee Seon-ok  | MBC    | [ 3 ] |
| 2018        | Something in the Rain              | Lee Ye-eun   | JTBC   | [ 4 ] |
| 2018        | The Ghost Detective                | Gil Chae-won | KBS2   | [ 5 ] |
| 2019        | KBS Drama Special: Home Sweet Home | Soo-ah       | KBS2   | [ 6 ] |
| 2020        | Itaewon Class                      | Ma Hyun-Yi   | JTBC   | [ 7 ] |

### Web-séries
| Année | Titre                   | Rôle         | Chaîne | Notes |
| ----- | ----------------------- | ------------ | ------ | ----- |
| 2016  | Women at a Game Company | Kim Pudding  | Naver  |       |
| 2017  | Someone Noticeable      |              | Naver  |       |
| 2017  | Hip Hop Teacher         | Gong Seul-gi | Naver  | [ 8 ] |

### Apparitions dans des musiques
| Année | Titre          | Artiste               |
| ----- | -------------- | --------------------- |
| 2015  | Weltanschauung | Hail                  |
| 2016  | Wish Tree      | Red Velvet            |
| 2016  | 12:25          | f(x)                  |
| 2016  | Pain Poem      | Kim Bum-soo et Kenzie |
| 2016  | Liquor         | Sleeq                 |
| 2019  | With You       | Crush                 |

## Prix et nominations
| Année | Prix                                  | Catégorie                       | Œuvre nommée        | Résultats  | Références |
| ----- | ------------------------------------- | ------------------------------- | ------------------- | ---------- | ---------- |
| 2014  | 4e Goyang Smart Film Festival         | Meilleure actrice               | A Hidden Story      | Lauréat    | [ 9 ]      |
| 2017  | 4e Wildflower Film Awards             | Meilleure actrice               | A Quiet Dream       | Nomination | [ 10 ]     |
| 2017  | 26e Buil Film Awards                  | Meilleure nouvelle actrice      | Jane                | Nomination | [ 11 ]     |
| 2018  | 23e Chunsa Film Art Awards            | Meilleure nouvelle actrice      | Jane                | Nomination | [ 12 ]     |
| 2018  | 54e Baeksang Arts Awards              | Meilleure nouvelle actrice      | Jane                | Nomination | [ 13 ]     |
| 2018  | 23e Busan International Film Festival | L'actrice de l'année            | Maggie              | Lauréat    | [ 14 ]     |
| 2018  | 2018 KBS Drama Awards                 | Meilleure nouvelle actrice      | The Ghost Detective | Nomination | [ 15 ]     |
| 2019  | 7e BIFF Marie Claire Asia Star Awards | Étoile montante                 | Maggie              | Lauréat    | [ 16 ]     |
| 2019  | 45e Seoul Independent Film Festival   | Étoile montante                 | Baseball Girl       | Lauréat    | [ 17 ]     |
| 2019  | 2019 KBS Drama Awards                 | Meilleure actrice dans un drama | Home Sweet Home     | Lauréat    | [ 18 ]     |
| 2020  | 7e Wildflower Film Awards             | Meilleure actrice               | Maggie              | En attente | [ 19 ]     |